# Kim Dong-woo
Đây là một tên người Triều Tiên, họ là Kim.
Kim Dong-woo (sinh ngày 5 tháng 2 năm 1988) là một cầu thủ bóng đá Hàn Quốc thi đấu cho FC Seoul.